# Yezoceryx angustus
Yezoceryx angustus là một loài tò vò trong họ Ichneumonidae.